# Cees Slinger
Cornelis Ernst (Cees) Slinger (Alkmaar, 19 mei 1929 - Den Haag, 29 september 2007) was een Nederlands jazzpianist. 
Eind jaren vijftig werd Slinger bekend met de Diamond Five, een hardbopcombo, dat hij in 1958 had opgericht. Diamond Five bestond naast Slinger uit Cees Smal (trompet en ventieltrombone), Harry Verbeke (tenorsax), Jacques Schols (bas) en John Engels (drums). Ze hadden de Amsterdamse nachtclub Sheherazade als basis en waren ook eigenaars van de club. Sheherazade ging in 1962 failliet.
Slinger speelde met bekende grootheden uit de jazz als Stan Getz, Ben Webster, Dexter Gordon, Ray Brown en Dizzy Gillespie. Van 1979 tot 1989 was hij docent aan het Rotterdams Conservatorium.
In 1996 ontving hij op het North Sea Jazzfestival de Bird Award. Slinger overleed op 78-jarige leeftijd in een ziekenhuis in Den Haag.

## Discografie (selectie)
- Callitwhachawana, Slide Hampton meets Two Tenor Case, Blue Jack Jazz, 2004
- Happy Times, Cees Slinger’s Buddies In Soul, Blue Jack Jazz, 2002
- Devil May Care, Greetje Kauffeld & Cees Slinger Quartet, Blue Jack Jazz, 2002
- Here and Now, Soesja Citroen Band & Jarmo Hoogendijk, Challenge, 1994
- Slingshot, Timeless, 1985
- Wayfaring Webster, Ben Webster Quartet, Daybreak, 1970

De volledige discografie en een biografie bevindt zich op de officiële website.